# 圖姆蘇巴 (密西西比州)
圖姆蘇巴（英語：Toomsuba）是位於美國密西西比州勞德代爾縣的普查規定居民點。

## 人口
根據2020年美國人口普查的數據，圖姆蘇巴的面積為12.96平方千米，當中陸地面積為12.14平方千米，而水域面積為0.81平方千米。當地共有人口778人，而人口密度為每平方千米60.03人。